# アンネ (企業)
アンネ株式会社は、かつて存在していた、ナプキンやタンポンなどの生理用品を製造・販売する会社。1993年（平成5年）に東証1部上場のライオン&ユナイテッド製薬（日本）株式会社と合併した。

## 概要
社名は『アンネの日記』で月経に関する記述があったことに由来する。日本では平安時代以降、長く穢れとして扱われていた月経を『アンネの日記』では“甘美な秘密”と肯定的に表現しており、これがアンネ社の目指す月経観であるとして、創業者の坂井泰子が「アンネ」を社名として提案した。
1961年「アンネナプキン」発売時のキャッチフレーズは『40年間お待たせしました』である。これは、アメリカでは40年前に既にコーテックスという生理用品が発売され、有経女性の80%が紙綿の生理用品を使っていたことから、「アメリカに遅れること40年」という意味である。その後、このキャッチコピーに対して厚生省から、「まるで40年間ずっとナプキンの研究を行っていたかのような誤解を与える」として、改めるようにとの指導があった。そのため『〈アンネの日〉ときめました!』を新たにキャッチコピーとして採用した。
月経の隠語としての“アンネ”という言葉は、この会社名が語源である。

## 歴史
- 1961年（昭和36年）

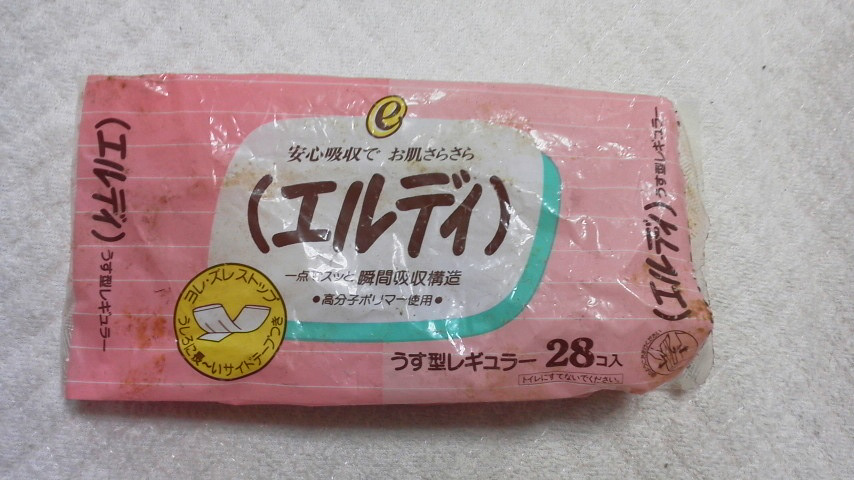
ライオン子会社時代に販売されていた「エルディナプキン」

  - 当時27歳の坂井泰子（1934年生まれ[7]）が「アンネ株式会社」を設立。出資スポンサーとしてミツミ電機(現・ミネベアミツミ)が参加していた[8]。300人以上の女性にヒアリングを行った[9]。
  - 11月11日[10]、水洗トイレに流せる「アンネナプキン」（日本で初の使い捨てナプキン）を発売（発売当初より商品は完売した[11]）。
- 1971年（昭和46年） - 大株主だったミツミ電機が、業績悪化のため経営から撤退。保有していたアンネの株式を本州製紙・ライオン歯磨（当時）・ライオン油脂（当時）・東レの4社に分配。
- 1980年（昭和55年） - ライオン & 日本ユナイテッド製薬の子会社となる。
- 1991年（平成3年） - アンネナプキン生産終了。
- 1993年（平成5年） - ライオンへ吸収合併される。
- 2002年（平成14年） - ライオンが生理用品から撤退[12]、エルディタンポンをユニ・チャームへ譲渡[13]。

## 広告宣伝
（日本において）アンネナプキン以前の生理用品は、宣伝しないか、しても地味な広告を出すにとどまっていたが、アンネは新聞に全ページ広告を出稿するなど、積極的な広告宣伝に努めた。
当初はポスターにモデルの写真を使っていたが、後に全広告媒体を通して大塚清六による若い女性の横顔のイラストに統一している。
1964年（昭和39年）、三木鶏郎の作詞・作曲、ヴォーチェ・アンジェリカの歌によるCMソング「With you」（ウィズ・ユー）が使用される。ワルツ調で、かつ英語の歌詞（正確には「春夏秋冬」の箇所のみ日本語）によるものであった。